# Riforma delle pensioni Fornero
La legge Fornero, chiamata anche semplicemente riforma Fornero, è il nome con cui viene comunemente indicato l'articolo 24 del decreto legge 6 dicembre 2011, n. 201, intitolato "Disposizioni in materia di trattamenti pensionistici", che, su proposta del Ministro del lavoro e delle politiche sociali Elsa Fornero, ha modificato il funzionamento del sistema pensionistico italiano.

## Storia
A partire dal 2010, dopo la crisi del debito greco, nel contesto delle manovre finanziarie correttive tese a contrastare la grande recessione che dagli Stati Uniti, dove era nata con la Crisi dei subprime, si era trasferita in Europa, vengono emanate in Italia anche nuove, incisive norme riguardanti le pensioni, volte a modificare la disciplina risalente alla riforma Dini del 1995.
Ciò al duplice scopo di: 
1. equilibrare strutturalmente la spesa pensionistica pubblica, costituita dagli assegni pensionistici correnti, con i contributi sociali (che comprendono i contributi previdenziali) versati dai lavoratori in attività;
2. mettere in sicurezza i conti previdenziali, facenti parte dei conti pubblici, e rendere sostenibile il sistema previdenziale nel lungo periodo.

La riforma è stata votata dalla coalizione di partiti che sostenevano il governo Monti, composta da PD, PDL, Unione di Centro e Futuro e Libertà per l'Italia e altri gruppi minori. La riforma venne emanata ai sensi dell'art. 24 del D.L. 6 dicembre 2011, n. 201 (detto "decreto salva Italia") - convertito successivamente in legge 22 dicembre 2011 n. 214.
Fu denominato Decreto Salva Italia perché le misure introdotte, secondo lo stesso Monti, erano finalizzate al risparmio di spesa pubblica volta ad evitare il default finanziario dello Stato Italiano nell'ambito della crisi del debito sovrano europeo.

## Descrizione
La norma modificò dei rapporti giuridici tra i soggetti di diritto previsti dall'art. 38 della Costituzione Italiana, ossia tra i cittadini lavoratori nelle condizioni di bisogno e gli enti previdenziali in qualità di pubbliche amministrazioni istituite per la gestione dei sistemi pensionistici pubblici obbligatori. Consistette nell'attuazione di un default dei sistemi pensionistici pubblici per ridurre la spesa pubblica legata alle prestazioni pensionistiche in un momento di crisi finanziaria in quanto, nel sistema pensionistico pubblico, detto anche previdenza di primo pilastro, le pensioni si pagano con le imposte. È quindi una riforma previdenziale del sistema pensionistico pubblico e delle assicurazioni sociali obbligatorie.

### Contesto: la legislazione pensionistica dal 2010
Le nuove norme pensionistiche varate dal 2010 sono comprese in due provvedimenti legislativi organici, che vanno sotto il nome, rispettivamente, di “Riforma delle pensioni Sacconi” (dal nome del Ministro del Lavoro e delle Politiche Sociali del Governo Berlusconi IV, Maurizio Sacconi) e “Riforma delle pensioni Fornero” (dal nome del Ministro del Lavoro e delle Politiche Sociali del Governo Monti, Elsa Fornero).

#### Contenuto principale delle Riforme delle pensioni Sacconi e Fornero
Riforma Sacconi del 2010 (DL 78/2010, convertito dalla Legge 30 luglio 2010, n. 122), (che conferma ed espande quanto già statuito col DL 78/2009, L. 102/2009):
- aumento dell'età per il pensionamento sia di vecchiaia che di anzianità;
- “finestra” ( = differimento dell’erogazione) mobile di 12 mesi per tutti i lavoratori dipendenti pubblici e privati o 18 mesi per quelli autonomi ("finestra" mobile che incorpora la "finestra" fissa, mediamente di 4 mesi, introdotta dalla “Riforma delle pensioni Damiano” con la L. 24 dicembre 2007, n. 247[2];
- allungamento da 60 a 65 anni (più “finestra” di 12 mesi), senza gradualità, per le lavoratrici dipendenti pubbliche per equipararle ai dipendenti pubblici;
- introduzione dell’adeguamento triennale all’aspettativa di vita, a decorrere dal 2015;[3]
- le ricongiunzioni diventano onerose.[4][5]

Riforma Sacconi del 2011 (DL 98/2011, Legge 15 luglio 2011, n. 111 e DL 138/2011, Legge 14 settembre 2011, n. 148)
- anticipo al 2013 dell’adeguamento all’aspettativa di vita;
- nuove norme per la pensione di reversibilità (successivamente dichiarato incostituzionale l’art. 18, comma 5, del decreto-legge 6 luglio 2011, n. 98, L. n. 111, dalla sentenza n. 174 del 15 giugno 2016 della Corte Cost.[8]);
- accelerazione dell’adeguamento dell’età di pensionamento per vecchiaia delle lavoratrici dipendenti private;[9]
- slittamento di un anno dei pensionamenti a partire dal 2012 per il personale della scuola e dell’università ed estensione anche a loro della “finestra” di 12 mesi per l’erogazione della pensione;[9]
- blocco parziale o totale della perequazione delle pensioni superiori a 5 volte il trattamento minimo per gli anni 2012–2013.[9] (Poi abrogato dal decreto 201 Salva Italia a dicembre 2011, che lo sostituisce con un provvedimento analogo, che però è a sua volta dichiarato incostituzionale dalla sentenza n. 70/2015 della Corte Cost.[10][11]);
- applicazione di un Contributo di solidarietà sui redditi pensionistici lordi superiori a 90000 €.[9] (Poi la norma, art. 18, c. 22bis L. 111/2011, è dichiarata incostituzionale dalla sentenza n. 116 del 5 giugno 2013, Corte Cost.).[12]

Riforma Fornero del 2011 (DL 201/2011 convertito dalla Legge 22 dicembre 2011, n. 214)
- estensione pro-rata del metodo contributivo a quelli che erano precedentemente esclusi dalla Riforma Dini del 1995, che l'ha introdotto, (cioè coloro che nel 1995 avevano già 18 anni di contributi versati), a decorrere dall'1.1.2012;
- aumento di un anno delle pensioni di anzianità, ridenominate “anticipate” e abolizione delle cosiddette quote (somma di età anagrafica e anzianità contributiva);
- allungamento graduale entro il 2018 dell’età di pensionamento di vecchiaia delle lavoratrici dipendenti private da 60 anni a 65 (più “finestra” mobile di 12 mesi decisa dalla L. 122/2010), per allinearle a tutti gli altri;
- adeguamento all’aspettativa di vita, dopo quello del 2019, non più a cadenza triennale ma biennale;
- blocco totale della perequazione delle pensioni superiori a 3 volte il trattamento minimo per gli anni 2012–2017 (poi, come già rilevato, dichiarato incostituzionale dalla sentenza n. 70/2015);
- riduzione da 18 mesi a 12 della “finestra” mobile per i lavoratori autonomi (equiparandoli, dunque, a tutti gli altri).

### Le iniziative referendarie
Nel 2013 furono dichiarati inammissibili dalla Corte di cassazione due referendum abrogativi promossi da Rifondazione Comunista, Comunisti Italiani e forze sindacali della sinistra contro la riforma Fornero poiché il presidente della Repubblica Giorgio Napolitano aveva sciolto le Camere prima che le firme venissero presentate.
Il 20 gennaio 2015 la Corte costituzionale della Repubblica Italiana dichiarò inammissibile il referendum abrogativo proposto dalla Lega Nord in quanto "legge di bilancio".

### Contenzioso costituzionale
Con sentenza depositata il 30 aprile 2015, la Corte costituzionale ha dichiarato incostituzionale l'art. 24, comma 25 del D.L. 6 dicembre 2011, nella parte in cui negava la rivalutazione automatica - ad una fascia intermedia di pensioni - mediante l'indennità di contingenza.
Le critiche alla sentenza rientrano nel filone secondo cui i giudici sembrano non tener conto che prima di ogni articolo della Costituzione c'è un Articolo Zero da rispettare: “L'Italia non può vivere a spese degli italiani di domani”; per converso, coloro che portarono la controversia in Corte (cioè tutti quelli che percepiscono un trattamento superiore a tre volte il minimo) dalla sentenza rivendicarono il diritto "a chiedere il rimborso della rivalutazione non corrisposta 2012-2013 e gli arretrati relativi a 2014 e 2015 che vanno rivalutati alla luce dei maggiori importi dei due anni precedenti".
Il successivo intervento normativo del Governo, che ha prodotto una norma di legge che dilaziona nel tempo e nello spazio dei beneficiari la restituzione dell'indennità di contingenza illegittimamente sospesa dalla legge Fornero, è stata oggetto di nuovi ricorsi, in primo luogo alla medesima Corte costituzionale per inottemperanza del precedente giudicato.